# Аралсор
Аралсор — горько-солёное бессточное озеро, расположено в Бокейординском районе Западно-Казахстанской области. Площадь озера — 200 км².
Озеро находится к северу от Рын-песков. Западный и восточный берега обрывистые. У их подножия вдоль берега идёт вязкая соровая полоса, покрытая коркой галита. Его мощность достигает 30 сантиметров. Озеро соединено пересыхающими протоками с рекой Ащыозек.
На озере осуществляется добыча соли.
Ландшафт окрестностей озера — равнинный, растительность представлена полынью, осоками, сарсазаном, солеросом.